# Floris van Schooten

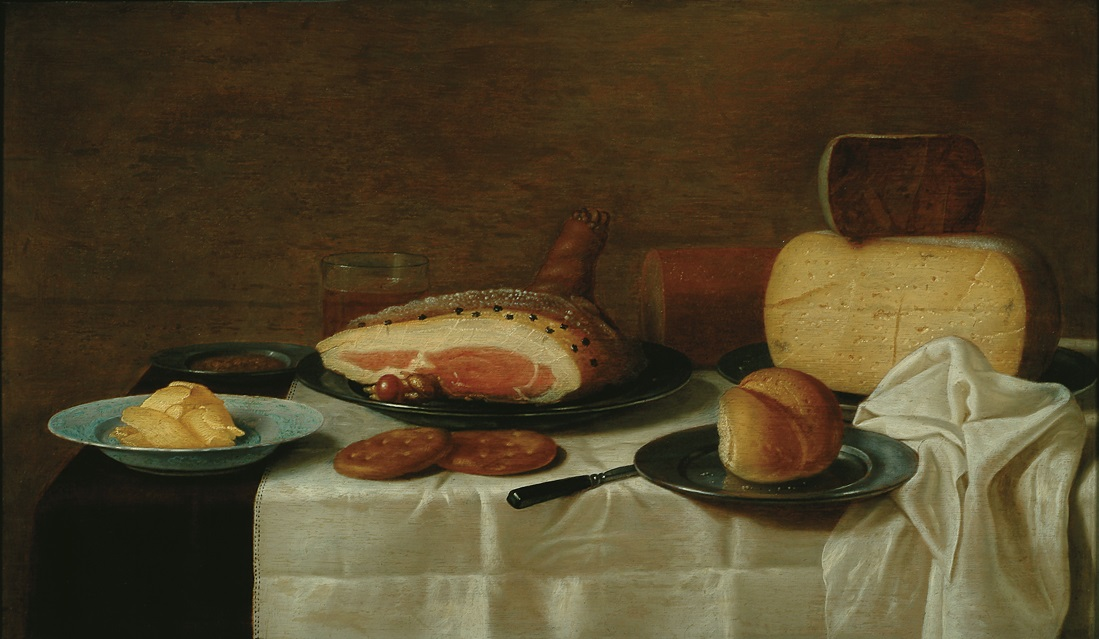
Narura morta de desdejuni, oli sobre taula, 52 x 89 cm, Haarlem, Museu Frans Hals.

Floris Gerritsz. van Schooten (Haarlem, c. 1585/1588-1656) va ser un pintor barroc neerlandès especialitzat en la pintura de naturaleses mortes, especialment natures mortes de cuina i de desdejuni.
Fill de Gerrit Jacobsz van Schooten, de família catòlica, establerta a Haarlem cap al 1612 buscant un ambient més tolerant que el d'Amsterdam. Al desembre d'aquest mateix any va contreure matrimoni amb Ryclant Bol von Zanen, filla d'un dels més rics cervesers de Haarlem. Morta el 1626, a Ryclant li van sobreviure tres filles i un fill, Johannes, també pintor. Va ser membre del Gremi de Sant Lluc de Haarlem, en la qual va exercir càrrecs de govern el 1639 i de nou en el curs 1640-1641. L'última vegada que se l'esmenta en els registres del gremi és el 1655. Un any més tard va morir i va ser enterrat a la Grote kerk.
Pintor de natures mortes de cuina i desdejuni en un estil proper al de Pieter Claesz., amb qui va col·laborar cap a 1630, mostra influències també de Willem Heda i del més colorista Floris van Dijck en les seves obres primerenques. Algunes escenes evangèliques les va signar amb el monograma F.v.S.